# David Suárez Cárdenes
David Suárez Cárdenes (Las Palmas de Gran Canaria, 13 novembre 2000) è un calciatore spagnolo, centrocampista del Botev Vraca.

## Carriera

### Club
Il 17 luglio 2024 viene acquistato a titolo definitivo dalla squadra bulgara del Botev Vraca.

## Statistiche

### Presenze e reti nei club
Statistiche aggiornate al 18 maggio 2025.
| Stagione            | Squadra             | Campionato          | Campionato | Campionato | Coppe nazionali | Coppe nazionali | Coppe nazionali | Coppe continentali | Coppe continentali | Coppe continentali | Altre coppe | Altre coppe | Altre coppe | Totale | Totale |
| Stagione            | Squadra             | Comp                | Pres       | Reti       | Comp            | Pres            | Reti            | Comp               | Pres               | Reti               | Comp        | Pres        | Reti        | Pres   | Reti   |
| ------------------- | ------------------- | ------------------- | ---------- | ---------- | --------------- | --------------- | --------------- | ------------------ | ------------------ | ------------------ | ----------- | ----------- | ----------- | ------ | ------ |
| 2021-2022           | Deportivo B         | 4D                  | 1          | 0          | -               | -               | -               | -                  | -                  | -                  | -           | -           | -           | 1      | 0      |
| 2022-2023           | Melilla             | 4D                  | 30         | 1          | -               | -               | -               | -                  | -                  | -                  | -           | -           | -           | 30     | 1      |
| 2023-2024           | Melilla             | PF                  | 29         | 0          | CR              | 1               | 0               | -                  | -                  | -                  | -           | -           | -           | 30     | 0      |
| Totale Melilla      | Totale Melilla      | Totale Melilla      | 59         | 1          |                 | 1               | 0               |                    | -                  | -                  |             | -           | -           | 60     | 1      |
| 2024-2025           | Botev Vraca         | PL                  | 32+1       | 2+0        | CB              | 4               | 0               | -                  | -                  | -                  | -           | -           | -           | 37     | 2      |
| 2025-2026           | Botev Vraca         | PL                  | 0          | 0          | CB              | 0               | 0               | -                  | -                  | -                  | -           | -           | -           | 0      | 0      |
| Totale Botev Vratsa | Totale Botev Vratsa | Totale Botev Vratsa | 32+1       | 2+0        |                 | 4               | 0               |                    | -                  | -                  |             | -           | -           | 37     | 2      |
| Totale carriera     | Totale carriera     | Totale carriera     | 92+1       | 3+0        |                 | 5               | 0               |                    | -                  | -                  |             | -           | -           | 98     | 3      |